# Марк Цецилий Корнут (претор)
Марк Цецилий Корнут (на латински: Marcus Caecilius Cornutus; † август 43 пр.н.е. в Рим) е политик и сенатор на късната Римска република.

## Произход и кариера
Произлиза от плебейската фамилия Цецилии. Син или роднина е на претора Марк Цецилий Корнут, привърженик на Сула.
От неговия cursus honorum e известно само, че през 43 пр.н.е. служи като градски претор (praetor urbanus). Като такъв той поема управлението на Рим вместо консулите Авъл Хирций и Гай Вибий Панза Цетрониан, които заедно с Октавиан командват сенатските легиони и маршируват към Мутина, за да нападнат Марк Антоний. Когато двата консули умират (края на април 43 пр.н.e.), той урежда по нареждане на Сената тяхното държавно погребение.
През август 43 пр.н.е. Октавиан тръгва с войските си към Рим, понеже Сенатът не му разрешава да стане консул. Стационираните в Рим легиони се присъединяват към наследника на Цезар и той успява да спечели избора си за консул. Корнут не искал да преживее края на res publica и се самоубива.